# ばばこういち
ばば こういち（1933年（昭和8年）3月28日 - 2010年（平成22年）4月9日）は、日本のジャーナリスト。本名・馬場 康一。

## 来歴・人物
| 年表                    | 経歴 |
| ----------------------- | --- |
| 1933年3月28日           | 大阪府生まれの山形県育ち |
| 1941年3月 - 1945年3月   | 山形県立山形東高等学校→東北大学経済学部を卒業 |
| 1945年4月               | 文化放送に入社するが、すぐに大和證券事業法人部に移ってサラリーマンとして堅い仕事に就いた、しかし、クリエイティブな仕事が好きな彼は文化放送に転社、アナウンス部に入った、最初に受け持った部門で、単に喋るだけでは満足できず、一人でデンスケをかついで、取材・構成・ニュース原稿執筆、放送までこなす、当時としては珍しい「デンスケ・ジャーナリスト」を約3年間続けた、次いで、「アナウンサー・コーナー」を制作、アナウンサー一人ひとりが自分でテーマを決め、取材・構成・演出・放送までを行った。このような番組は当時としては異例だった |
| 1962年                  | フジテレビができると、同局の編成部に移り、他局ではどこでもやっていない『三匹の侍』『鉄腕アトム』などオリジナリティーある企画に参加 |
| 1964年                  | 東京12チャンネル（現：テレビ東京）に招かれ、編成課長となった、同局の開局が東京オリンピックと重なっていたこともあって、全番組編成をオリンピック放送に集中したり、プライムタイムにニュースや連続ドラマを編成するなど意欲的な編成を断行 |
| 1965年8月               | 編成局長の反対を押し切って、実現した『徹夜討論会』の責任を問われて、業務命令違反を理由に解雇されるに至った、当時、東京12チャンネルは財政的に経営破綻の状況にあり、課長という管理職の立場にありながら、約半数の人員整理に反対したこともあり『徹夜討論』を許可なく実現した責任とともに、業務命令違反を解雇の理由に付け加えられた、東京地方裁判所で争い、2年後に勝訴、全員同局に復帰したが彼は責任を取って退職、フリーの身になった |
| 1968年4月               | NET（現：テレビ朝日）の『長谷川肇モーニングショー』の副司会者を約1年間務めたが、思うような働きができずに降板 |
| 1970年                  | 『奈良和モーニングショー』に「顔のないインタビュー」という企画を持ち込み、インタビュアーとして再登場、正味13分のコーナーであり、最初から厳しい質問の連続だったので、出演者がいなくなるだろうと想定、そうなったら、いさぎよく番組を終了しようと、小田久栄門プロデューサーと約束していたが、結果的に4年間も続けることが出来た |
| その他                  | また民放では素晴らしい企画を思い立っても、スポンサーが見つからないと番組は実現できない。そこで、ばばはスポンサーを獲得しようと動き、西武流通グループの堤清二を口説き、テレビマンユニオンの村木良彦と、東京12チャンネルの『私がつくった番組 マイテレビジョン』をプロデュースした。このほか、ラジオ関東（現：アール・エフ・ラジオ日本）の『青春インタビュー』の制作も手掛けた |
| 昭和50年代              | 再びテレビ朝日で仕事を始め、同局の『アフタヌーンショー』において「なっとくいかないコーナー」を企画し、そのレポーターも兼ねて出演『なっとくいかないコーナー』とは、全国の一般視聴者から納得のいかない問題を毎週広く募集し、その中からスタッフと相談して選んだテーマに対して、現地に出かけて行って問題の解決を促進しようとする番組、毎週200通前後の申し込みがあり、視聴率も平均7.8%と反響は極めて高かった |
| 1985年                  | テレビ東京の『キャスター』という番組を企画・プロデュース、キャスターには堀紘一（当時ボストン・コンサルティング・グループ（日本）社長）を起用し、新しい形の週1回のニュース番組にした、また北海道テレビ放送が「朝まで生討論」をやりたいと言い出し、ばばはキャスターを依願され、年1回5時間の生放送を重ねた |
| 平成改元後              | 6年間続いた朝日ニュースターの『ぶっちぎりトーク』を筆頭に、新しいCSの自由な発想の可能性を求めた実験番組のプロデューサー・キャスターとして活躍した。CS局は営業能力が不足しているので、営業もばば自身が行い、スポンサーを探してきては新しい番組を開発した。ぶっちぎりトークには、元NHK会長の島桂次は亡くなる寸前までレギュラー出演 |
| 2010年4月9日午後6時30分 | 心不全のため、東京都渋谷区の病院で死去、77歳没 |

### その他の活動
1977年（昭和52年）、中山千夏らと革新自由連合を結成し、参議院選に出馬するが落選した。「九条の会」傘下の「マスコミ九条の会」呼びかけ人を務めた。
モデルガンが趣味で、『コンバットマガジン』などの専門誌に記事を寄稿した。

## 親族
結婚歴は3回。長女は一般女性。次女はジャーナリストの堤未果、その夫は川田龍平。長男はアニメーション作家の堤大介。

## 著書
- 『ばばこういちinterview 10 華麗なる仮面の人々』 ラジオ関東共編 社会思想社、1971年。
- 『ニセモノ時代  情報社会の仮面を剥ぐ』 アドアンゲン、1973年。
- 『戦後日本をダメにした100人』 山手書房、1976年。
- 『党首たちよ 』エフプロ出版、1978年。
- 『社会党ジャック 近未来小説』 山手書房、1978年。
- 『徳田虎雄の研究』 ちはら書房、1979年。
- 『激論社民連VS革自連 80年代に政治の変革と復権は可能か 菅直人対論』 ちはら書房、1979年。
- 『なっとくいかない税務署のカラクリ』 山手書房、1980年。
- 『落選・130,504票 ばばこういち全国縦断参院選レポート』 加東康一共著 あすか書房、1980年。
- 『なっとくいかないコーナー 実証的日本列島地域社会論』 現代書林、1982年。
- 『今あえて「社会主義」へのラブ・コール』 講談社、1983年。
- 『日本をダメにした関西商人』 山手書房、1984年。
- 『テレビはこれでよいのか 元「アフタヌーンショー」リポーターの主張』 岩波ブックレット、1985年。
- 『なぜ、愛 女にとって結婚とはなにか』 二見書房、1985年。
- 『アメリカ大国主義の原罪 正義の破綻 自由の先に何を見る』 日本文芸社、1991年。 （朝日ニュースター ぶっちぎりトーク・シリーズ）
- 『視聴率競争 その表と裏』 岩波ブックレット、1996年。
- 『改革断行 三重県知事北川正恭の挑戦』 ゼスト、1999年。
- 『活力高齢人』 黙出版、2000年。
- 『日本初の大統領にしたい男』 インターメディア出版、2001年。
- 『臥薪嘗胆の日々 焦燥と挫折の中から生まれるニューリーダーたち』 インターメディア出版、2001年。
- 『されどテレビ半世紀』 リベルタ出版、2001年。
- 『それでも学校は再生できる』 福田眞由美共著 リベルタ出版、2005年。